# 3 A.M. - Omicidi nella notte
3 A.M. - Omicidi nella notte è un film del 2001, diretto da Lee Davis e prodotto da Spike Lee.

## Trama
Mizra, un immigrato bosniaco, Hershey, un anziano afroamericano e Salgado, una ribelle portoricana lavorano come taxisti per la compagnia di Box. Le loro vite saranno sconvolte in poche ore di una notte che vede un killer di tassisti uccidere la sua undicesima vittima.